# Elisabeta de Celje
Elisabeta de Celje sau Elisabeta de Cilli (n. 1441 – d. 1455), a fost prima soție a lui Matia Corvin, viitorul rege al Regatului Maghiar.

## Biografie
A fost fiica lui Ulrich al II-lea, conte de Celje și a Caterinei Brankovič. Tatăl Elisabetei și bunicul ei, George Brankovič, au fost oponenți ai lui Iancu de Hunedoara.:p. 530

## Căsătorie
Scopul căsătoriei care îi implicase pe Matia și pe Elisabeta a fost cel de a rezolva ostilitățile dintre familia Huniazilor și Despotul Serbiei, George Brankovic, înrudit cu prințul Ulrich de Cilli. Matia avea opt ani când i s-a stabilit prima consoartă. Mariajul, care se datora relațiilor și averii importante a familiei Cilli, promitea avantaje considerabile pentru Matia, dar din cauza tensiunilor dintre cele două familii, căsătoria a avut loc doar patru ani mai târziu, în vara anului 1455. Mariajul dintre cei doi însă nu s-a mai consumat, pentru că Elizabeta de Cilli s-a îmbolnăvit în vremea în care se afla în Castelul Corvinilor și a murit la trei luni de la căsătorie.